# Buch, Rhein-Lahn
Buch là một xã ở huyện Rhein-Lahn, bang Rheinland-Pfalz, in phía tây nước Đức.